# Schwestern oder Die Balance des Glücks
Schwestern oder Die Balance des Glücks ist ein deutscher Spielfilm von Margarethe von Trotta aus dem Jahre 1979. Die beiden Titelrollen spielen Jutta Lampe und Gudrun Gabriel, eine weitere Hauptrolle übernahm Jessica Früh.

## Handlung
Maria und Anna Sundermann sind die beiden Schwestern, die in ihrem Wesen und ihren Zielsetzungen gänzlich unterschiedlich sind. Maria, die deutlich ältere der beiden, ist zielstrebig und will in ihrem Job als Chefsekretärin des Herrn Münzinger beruflich hoch hinaus. Ihre kleine Schwester Anna hingegen wirkt zerbrechlicher und introvertierter, sie studiert und ist doch voller Zweifel. Maria, die Anna unterstützt aber auch puscht und diese in ihrem Wesen zu beeinflussen versucht, begreift die permanenten Selbstzweifel und Ängste Annas nicht. Annas Rebellionen gegen die Dominanz der großen Schwester sind kaum bemerkbar: Sie grübelt und droht, das Studium hinzuschmeißen, nimmt Pillen und schreibt Tagebuch über alles, was sie tief im Innern umtreibt. Eines Tages kann Anna diesem inneren Druck, der übermächtig zu werden droht, nicht mehr standhalten: Nachdem Maria sich durch die Liebe zu Maurice, dem Sohn Münzigers, von Anna auch emotional zu entfernen droht, entschließt sich Anna, die befürchtet, mit Marias Liebe zu Maurice den Halt in ihrem Leben zu verlieren, zu dem ultimativ drastischen Schritt und nimmt sich das Leben. 
Nach einem kurzen Schockmoment ergreift Maria wieder die Initiative, nimmt, wie man es von ihr gewohnt ist, das Heft des Handelns in die Hand. Sie „ersetzt“ ihre verstorbene Schwester und stellt die junge Miriam Grau als Stenotypistin an ihrer Seite ein. Doch ihr Versuch, Miriam zu einer zweiten, zu einer neuen Anna zu machen, scheitert. Muss scheitern. Denn die Balance des Glücks, wie der Titel verrät, ist durch den Tod Annas erst einmal zerstört, wenngleich in Marias Art, einen Neuanfang zu wagen, zugleich auch eine Chance liegt, die jedoch nicht in Miriam zu finden sein wird. Diese junge Frau, die Annas Tagebücher entdeckt und erkannt hat, in welch gefährliche, ja unmögliche Rolle sie hineingedrängt werden sollte, befreit sich aus diesem emotionalen Konstrukt, in dem sie nie mehr als eine Stellvertreterin-Funktion hätte einnehmen können. Maria bleibt allein zurück. Nun bekennt sie sich zu ihren Gefühlen und beginnt erstmals, Trauerarbeit zu leisten und sich selbst (anstatt, wie bisher, andere) zu ändern. Erst jetzt beginnt auch Maria sich wirklich zu befreien.

## Produktionsnotizen
Schwestern oder Die Balance des Glücks entstand zwischen dem 5. März und dem 21. April 1979 in Hamburg und Berlin. Die Uraufführung fand am 18. September 1979 im Rahmen des Hamburger Filmfestes statt, Massenstart war drei Tage später. Die Fernseherstausstrahlung erfolgte am 16. Dezember 1981 in der ARD, die mit dem WDR den Film mitproduziert hatte.
Winfried Hennig besorgte die Ausstattung, Ingrid Zoré entwarf die Kostüme.

## Auszeichnungen
- Jutta Lampe erhielt das Filmband in Gold
- bei dem Internationalen Frauenfilmfestival von Créteil erhielt Margarethe von Trotta den Großen Preis

## Kritiken
„Margarethe von Trotta nannte ihren jüngsten Film … eine Innengeschichte. So konzentriert sich denn auch die Handlung des Films wesentlich auf die Beziehungen der drei Frauen, zeichnet ein genaues Bild ihrer Gefühle und Stimmungen. Alles Plakative vermeidend, erzählt die Regisseurin die Geschichte Marias, Annas und Miriams – die in ihren Haltungen auch die drei verschiedenen Möglichkeiten einer einzigen Person darstellen. Indem ihr Befinden Gegenstand der Handlung wird, gibt der Film nicht nur Auskunft über sie, sondern konturiert gleichzeitig das deprimierende Bild einer Gesellschaft, deren primäres Anliegen eben nicht in der Humanisierung des Menschen liegt. Erst durch die Zerstörung ihrer Beziehungen entdeckt Maria die Möglichkeiten ihrer eigenen Person. Erst die Trauer eröffnet ihr die Möglichkeit einer Veränderung. Nicht Resignation also bestimmt die Konsequenz der Geschichte, sondern Hoffnung auf die Veränderbarkeit der Bedingungen. Der Film korrespondiert da mit den Aktualitäten dieser Gesellschaft, stellt die Trauer um die verlorenen Möglichkeiten den Entwurf des Neuen zur Seite. Dieses Moment der Hoffnung aber ist sehr zurückhaltend formuliert. Margarethe von Trotta: „Die Hoffnung resultiert aus der Erkenntnis, daß man zurückfinden muß zu sich selbst“.“

„Thematisch beachtenswertes Emanzipationsdrama, das in der Umsetzung trotz überzeugender Darstellerinnen steif, schablonenhaft und krampfhaft-bemüht wirkt. Die Botschaft teilt sich vor allem über die Dialoge mit; die erlesen angerichtete Gefühls- und Personenkonstellation wirkt thesenhaft.“